# Paragaleodes judaicus
Paragaleodes judaicus es una especie de arácnido  del orden Solifugae de la familia Galeodidae.

## Distribución geográfica
Se encuentra en Israel y Siria.